# نقش كارابيل

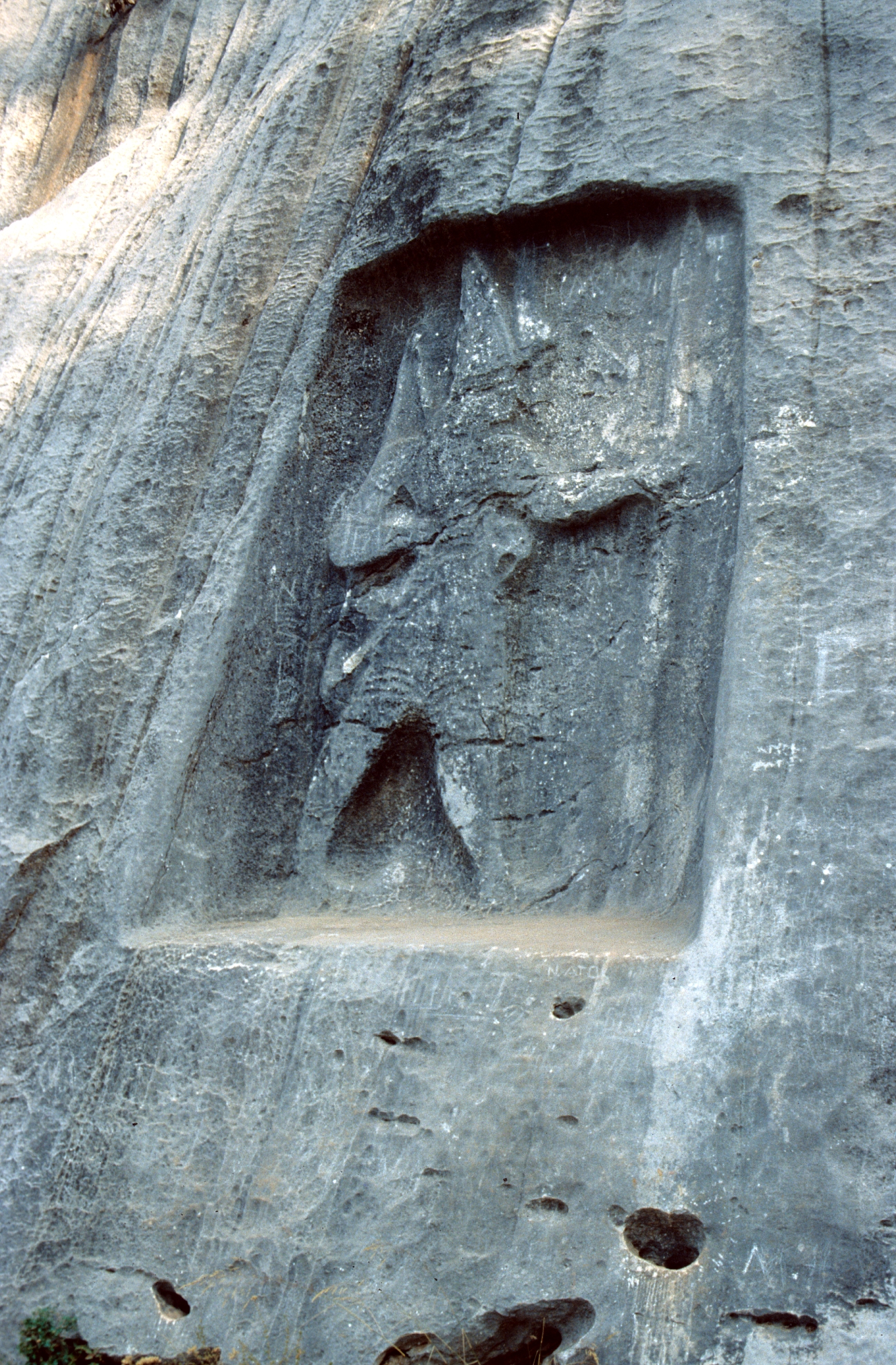
نقش الصخور الحثية للملك نقش صخري حثي للملك تاركاسناوه ، تركيا

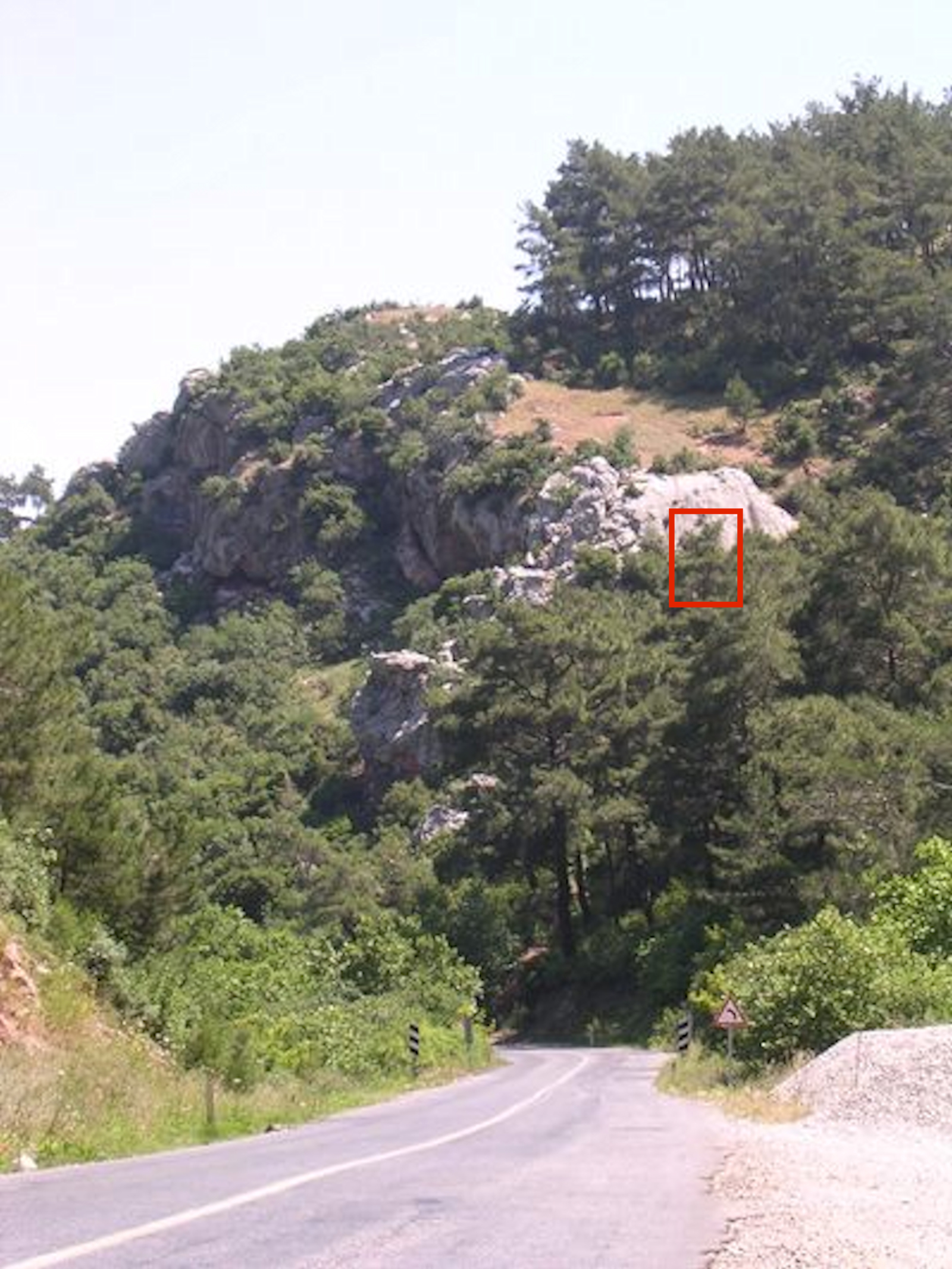
ممر كارابل ، مع موقع تاركاسناوه التضاريس الصخرية التي شوهدت من الجنوب

نقش كارابيل الحيثي اللوياني هو نقش صخري في الممر الذي يحمل نفس الاسم، بين توربالي وكمال باشا، على بعد حوالي 20 كم من إزمير في تركيا. والنقوش الصخرية هي جانب بارز من الفن الحيثي.

## وصف
يتألف النصب في الأصل من أربعة أجزاء: شكلان للمسطرة منحوتان في الجرف (كارابل أ وب) وكتابان على الصخور (كارابيل سي 1 وسي 2).  أثناء إنشاء طريق عبر الممر بين عامي 1977 و 1982، دًمرت جميع النقوش باستثناء كارابل أ. ويظهر كارابل أ محاربًا يسير إلى اليمين بقوس في يده اليمنى ورمح في يساره. هناك كتابات هيروغليفية لويان منقوشة فوق ذراعه اليسرى. يبلغ عرض التضاريس 1.5 مترًا وارتفاعه 2.5 مترًا.
تم تدمير تمثال كارابل على يد مجهولين، يُفترض أنهم باحثون عن الكنوز، في أوائل عام 2019.

## تاريخ البحث

### العصور القديمة
يروي هيرودوت، في كتابه الثاني، عادات الشعب المصري وإيماءات الملوك المصريين، ومن بينها دور الملك المصري سيزوستريس. وفقًا لهيرودوت، قام هذا الملك بفتوحات واسعة، تاركًا وراءه آثارًا للنصر في الأراضي البعيدة، كما هو الحال في غرب آسيا الصغرى على الطريق من ساردس إلى سميرنا (الآن إزمير). يصف هيرودوت النصب بأنه تمثيل للملك المصري سيزوستريس:
 ونرى أيضًا باتجاه إيونيا شخصيتان لهذا الأمير مقطوعتان في الصخر: أحدهما على الطريق المؤدي من أفسس إلى فوسي ؛ الآخر، على ساردس في سميرنا. كلاهما يمثلان رجلًا يبلغ ارتفاعه خمسة نخيل ، ويمسك رمحًا في يده اليمنى ، وقوسًا في يساره: بقية درعه مصري وإثيوبي بالمثل. نقش بأحرف مصرية ومقدسة على الصدر من كتف إلى كتف آخر ، بهذه العبارات: «لقد غزت هذه البلاد بقوة ذراعي». ومع ذلك ، لا يقول سيزوستريس هنا إما من هو أو من أي بلد هو ؛ لقد أشار إليها في مكان آخر. بعض الذين درسوا هذا الرقم ظنوا أنه يمثل ممنون. لكنهم بعيدون جدًا عن الحقيقة (هيرودوت ، الكتاب الثاني ، 106) 
يُظهر هذا المقطع، من بين أمور أخرى، أنه منذ زمن هيرودوت، باتر تاريخي (أبو التاريخ) وفقًا لشيشرون، كانت الحضارة الحيثية منسية بالفعل وكان وجود الهيروغليفية كافياً لعزو الآثار إلى الحضارة المصرية.

### العصر الحديث
قام الرحالة الفرنسي تشارلز تيكسيير بزيارة هذا النقش عام 1839 - ونشر وصفًا عام 1862.  بعده ، زارها كارل ريتشارد ليبسيوس عام 1840. نجح هاينريش كيبرت في دحض ذلك في عام 1843 من خلال مقارنته بنقوش يازيل كايا. بعد ذلك ، عندما تم قبول النقش على أنه حيثي، تمت زيارة المكان ووصفه من قبل العديد من العلماء، بما في ذلك كورت بيتل، هيلموث تيودور بوسرت، هانز جوستاف جوتربوك، إكرم أكورجال، هاينريش أوتين وأنيليس كامينهوبر.

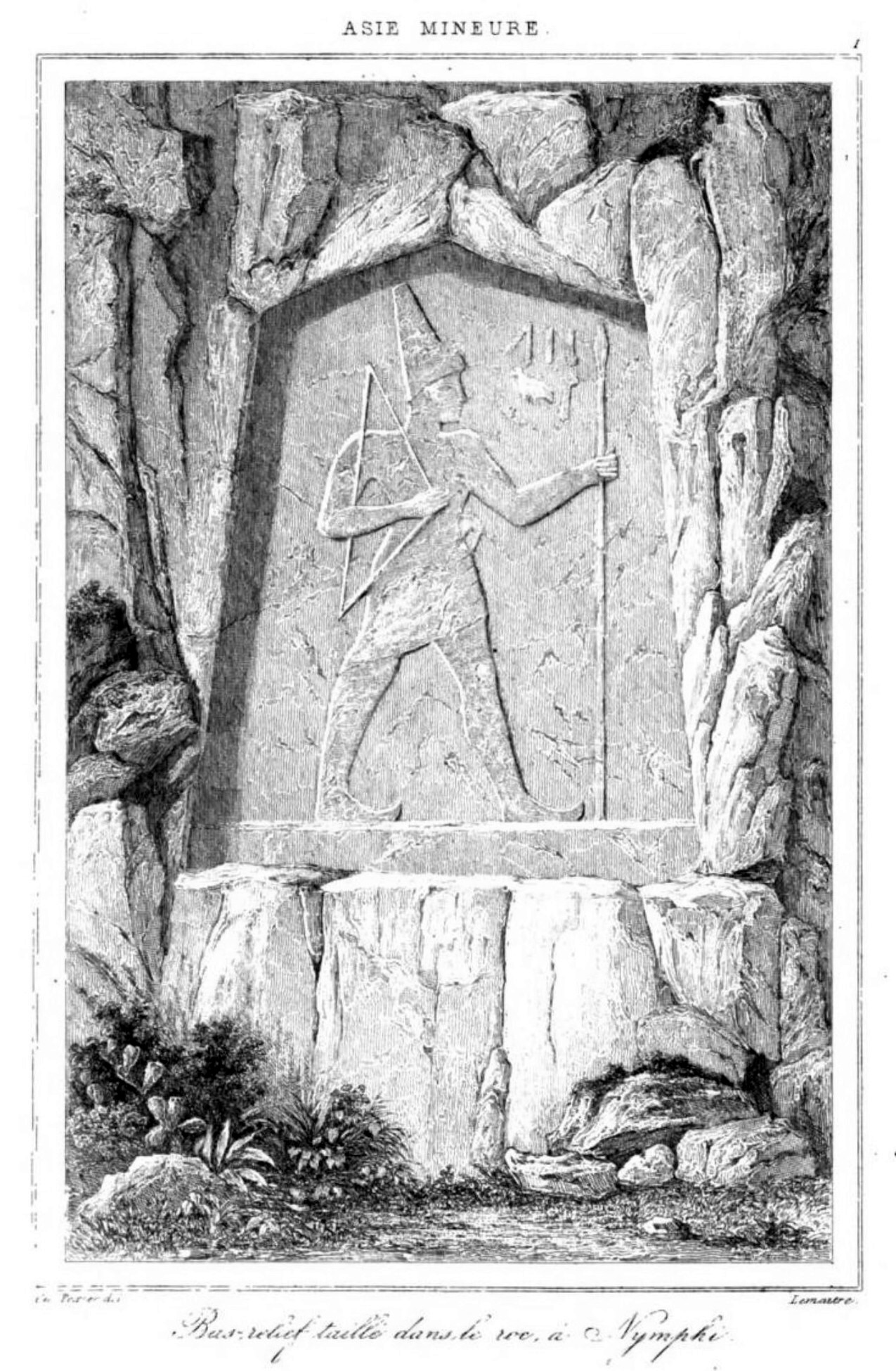
رسم توضيحي بواسطة تشارلز تيكسير

## ترجمة
وفقًا لأحدث الأبحاث، فإن النقش يصور تاركاسناوه، ملك ولاية ميرا الحيثية التابعة للإمبراطورية الحيثية (القرن الثالث عشر قبل الميلاد). في عام 1998، تمكن جون ديفيد هوكينز من قراءة النقش على النحو التالي:
 تاركاسناوا، ملك [الأرض] ميرا
[ابن] العنتاليس ملك أرض ميرا

حفيد .... ملك ارض ميرا 
لا توجد آثار لاسم الجد، ولكن هناك أدلة أخرى تشير إلى أنه كان كوبانتارونتيجا.
التضاريس لها أهمية تاريخية أوسع كدليل على أن مملكة ميرا كانت جنوب أرض نهر سيها (ربما نهر جيدز). من الرسائل الدبلوماسية الحيثية، وعلى رأسها رسالة ميلاواتا، من المعروف أن أرض نهر سيها كانت تحدها من جانب مملكة ميرا ومن الجانب الآخر ويلوسا. يثبت النقش أن ويلوزا لا يمكن أن تكون جنوب نهر جيدز ، ولكن يجب أن تكون في شمال النهر، في ترود. يساعد هذا في التعرف على مدينة ويلوسا بمدينة إليون، وهو اسم آخر لطروادة في إلياذة هوميروس.